# هانس لدوینکا
هانس لدوینکا (۱۴ فوریه ۱۸۷۸–۲ مارس ۱۹۶۷) طراح اتومبیل اهل اتریش بود. او از ۱۹۲۱ تا ۱۹۳۷طراح شرکت تاترا و مخترع شاسی ستون فقراتی بود. او «شاسی ستون فقراتی» را با محورهای شناور، تعلیق کاملاً مستقل و موتور مسطح خنک شده با هوا در عقب خودرو اختراع کرد.
طرح او بعدها الهام بخش فردیناند پورشه و هیتلر برای طراحی فولکس واگن قورباغه ای شد و باعث درگیری بین تاترا و فولکس واگن گردید تا در نهایت در سال ۱۹۶۵ فولکس واگن ۱۰۰۰٬۰۰۰ مارک به دادگاه پرداخت کرد.

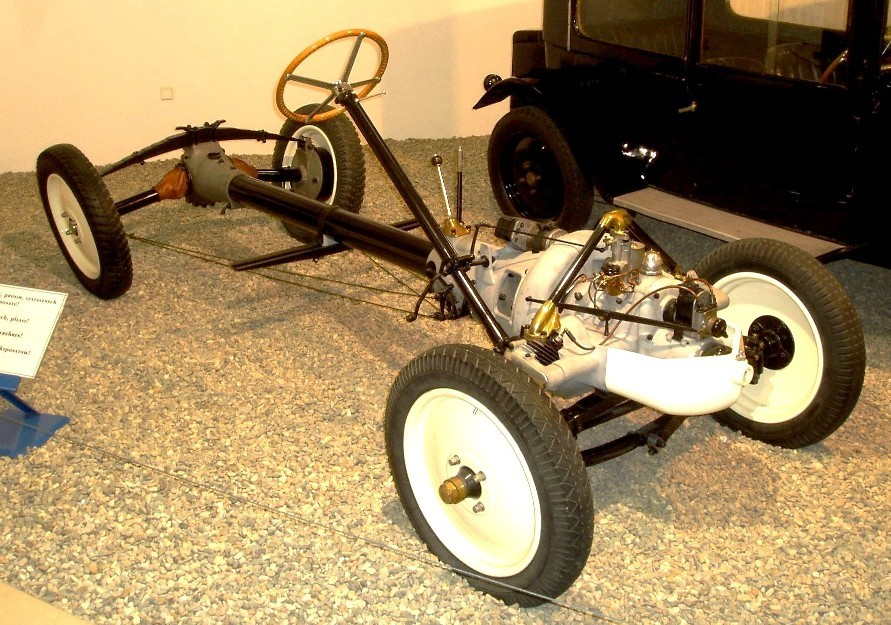
شاسی ستون فقراتی، که توسط هانس لدوینکا در سال ۱۹۲۳ برای تاترا ساخته شد و این شرکت تا به امروز از ان استفاده می‌کند.